# Más respeto, que soy tu madre
¡Más respeto, que soy tu madre! es una obra de teatro argentina basada en el blog homónimo de Hernán Casciari, adaptada por Antonio Gasalla para el teatro. Cuenta la historia de una familia argentina, narrado por Mirta Bertotti, una ama de casa que debe lidiar con su esposo, su suegro drogadicto y sus tres hijos adolescentes.

## Argumento
Mirta Bertotti, un ama de casa argentina de cincuenta años, se le cae el mundo encima cuando la crisis económica de 2001 desbarranca a su familia, desde la clase media a la pobreza absoluta. Un marido desocupado, dos hijos adolescentes con problemas, un suegro drogadicto y la llegada de la menopausia hacen que su vida se convierta en un infierno. La protagonista necesitará un humor a prueba de balas para convertir cada desgracia familiar en una lección de vida.

## Personajes
- Antonio Gasalla como Mirta Bertotti
- Enrique Liporace como Zacarías Bertotti
- Juan Carlos Puppo como Don Américo
- Nazareno Móttola como Caio Bertotti
- Mariana Melinc como Sofía Bertotti
- Juan Sorini como Nacho Bertotti
- Denise Yáñez como La Italiana, La Abotonada

Elenco anterior
- Alberto Anchart como Don Américo (2009-2011)
- Esteban Pérez como Nacho Bertotti (2009-2011)
- Eliana González como Sofía Bertotti (2009-2010)

## Premios

### Premios Estrella de Mar
- Mejor comedia
- Mejor actuación protagónica en comedia: Antonio Gasalla

Nominaciones
- Mejor actuación de reparto en comedia: Alberto Anchart
- Mejor actuación de reparto en comedia: Enrique Liporace
- Revelación masculina: Nazareno Mottola
- Revelación femenina: Eliana González